# 梅曉夫斯克
54°19′N 35°17′E / 54.317°N 35.283°E
梅曉夫斯克（俄语：Мещо́вск）是俄罗斯卡卢加州中部的一个城市，距离州府卡卢加西南85公里，2002年人口4,540人。
1238年首見於文獻，1776年建市。